# Manana Take
Manana Take , es una deidad presente en la mitología pascuense, proveniente de las tradiciones de los habitantes de la Isla de Pascua (Rapa Nui).

## Leyenda y descripción
Manan Take sería esposa del dios Era Nuku. Se cuenta que esta divinidad vino del cielo y visitó una vez la tierra en la forma de un pez, el cual fue capturado y entregado al rey, a cuenta de su tamaño y belleza. Reconociendo la naturaleza divina, el rey fue posteriormente vedado de la natación en el mar.
Se postula, que la deidad Manana Take era probablemente una representación del Maná (energía, "la materia de la que la magia se forma ", así como la sustancia de que las almas se hacen).